# Prix Pierre-Faurre
Le prix Pierre-Faurre est un prix de mathématiques de l'Académie des sciences française, décerné tous les trois ans et nommé en référence à l'ingénieur français Pierre Faurre (1942-2001). Il est décerné pour la première fois en 2005. 

## Lauréats
- 2024 : Claire Fauvarque Nuytten, responsable des nouveaux développements de procédés élastomères au sein de la direction R&D du Groupe Michelin[2].
- 2023 : Amandine Véber, directrice de recherche CNRS dans le laboratoire de Mathématiques Appliquées à Paris 5 (MAP5) de l’Université Paris Cité[3].
- 2020 : Patricia Reynaud-Bouret, directrice de recherche CNRS au Laboratoire Jean Alexandre Dieudonné (CNRS/Université Côte d’Azur)[4].
- 2017 : Jean-Philippe Vert, directeur de recherche à Mines ParisTech et professeur au département de mathématiques à l’École normale supérieure de Paris[5].
- 2014 : Maureen Clerc, chercheuse à l'Institut national de la recherche en informatique et automatique à Sophia-Antipolis, ingénieur en chef des Ponts et Chaussées[6],[7].
- 2011 : Laurent Cognet, directeur de recherche CNRS au Laboratoire Photonique Numérique et Nanosciences  (IOGS, CNRS, Université de Bordeaux)
- 2008 : Jean-Frédéric Gerbeau
- 2005 : Jean-Christophe Poggiale